# 布佐町
布佐町（ふさまち）は、千葉県東葛飾郡にかつて存在した町である。現在の千葉県我孫子市の東部に位置している。

## 概要
かつて、利根川の水運が隆盛したことで、交通の要衝として大きく発展したが、明治時代に入り鉄道や汽船などの交通機関が発達するにつれて、利根川の水運は衰退していった。

## 地理
千葉県の北西部に位置し、町の北から東にかけて利根川が流れ、南には第二次大戦後の大規模な干拓事業が行われるまで手賀沼があった。

## 沿革
- 1889年（明治22年）5月22日 - 町村制施行により、布佐村・江蔵地村・大作新田・浅間前新田・相島新田・布佐下新田・三河屋新田が合併し南相馬郡布佐町が誕生する。
- 1897年（明治30年）3月30日 - 東葛飾郡が南相馬郡を編入し東葛飾郡布佐町になる。
- 1955年（昭和30年）4月29日 - 我孫子町、湖北村と合併し、改めて我孫子町が発足。同日布佐町廃止。

## 町長
- 14代 榎本次郎右衛門
- 15代 榎本次郎右衛門
- 代数不明 松岡鼎

## 交通

### 鉄道
- 国鉄（JR東日本）成田線
  - 布佐駅

## 出身著名人
- 15代榎本次郎右衛門（衆議院議員）
- 岡田武松 - 中央気象台（現・気象庁）長、文化勲章受章者[1]。